# Jay Robinson

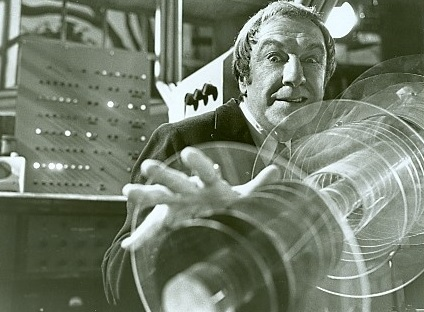
Jay Robinson como el Dr. Shrinker.

Jay Robinson (Nueva York, 14 de abril de 1930-Los Ángeles, 27 de septiembre de 2013) fue un actor estadounidense especializado en personajes de reparto. Alcanzó su mayor fama como el emperador Calígula en la película The Robe (1953) y su secuela Demetrius and the Gladiators (1954).